# Corrala

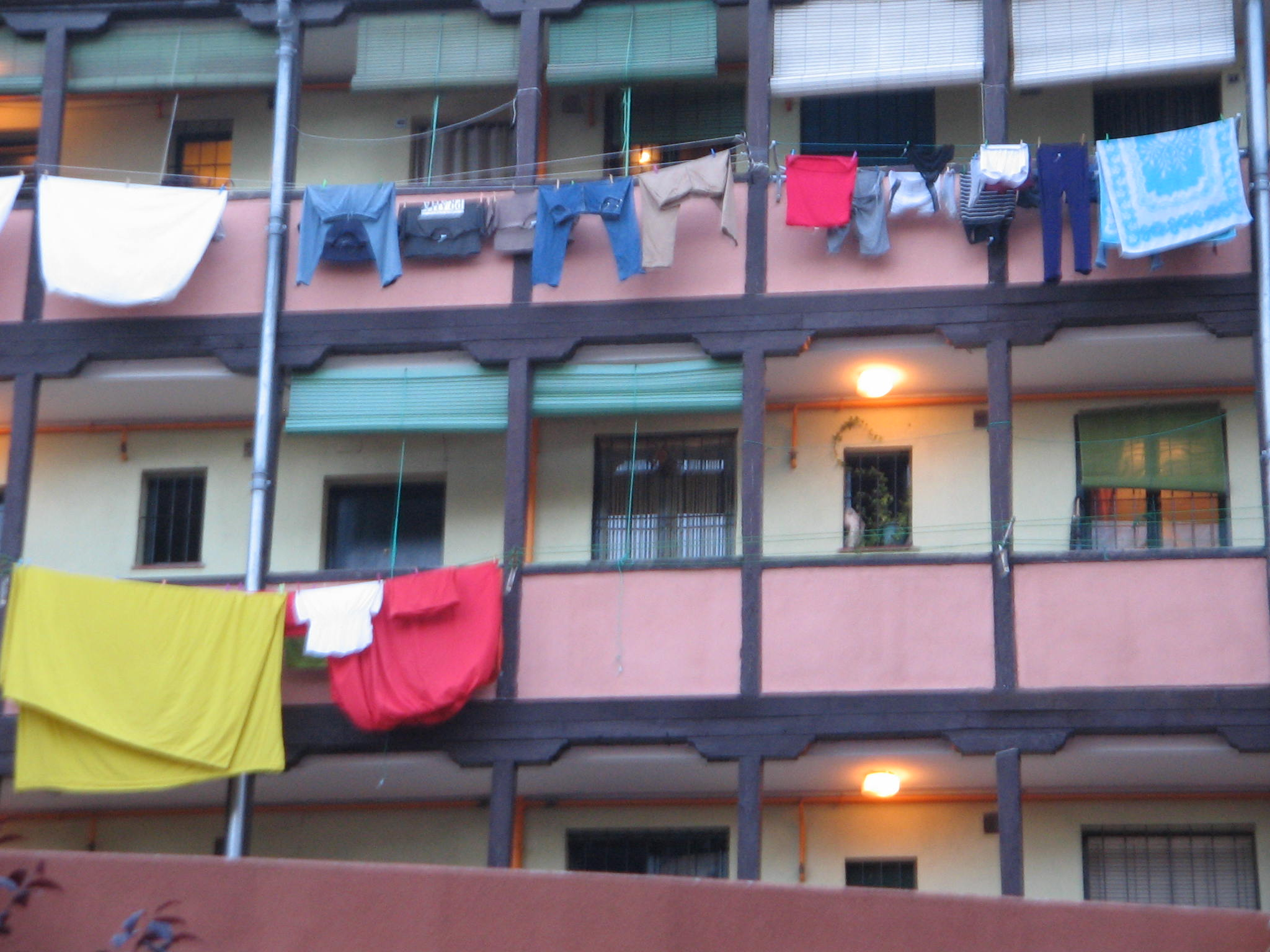
Detalle de una corrala en Lavapiés (Madrid).

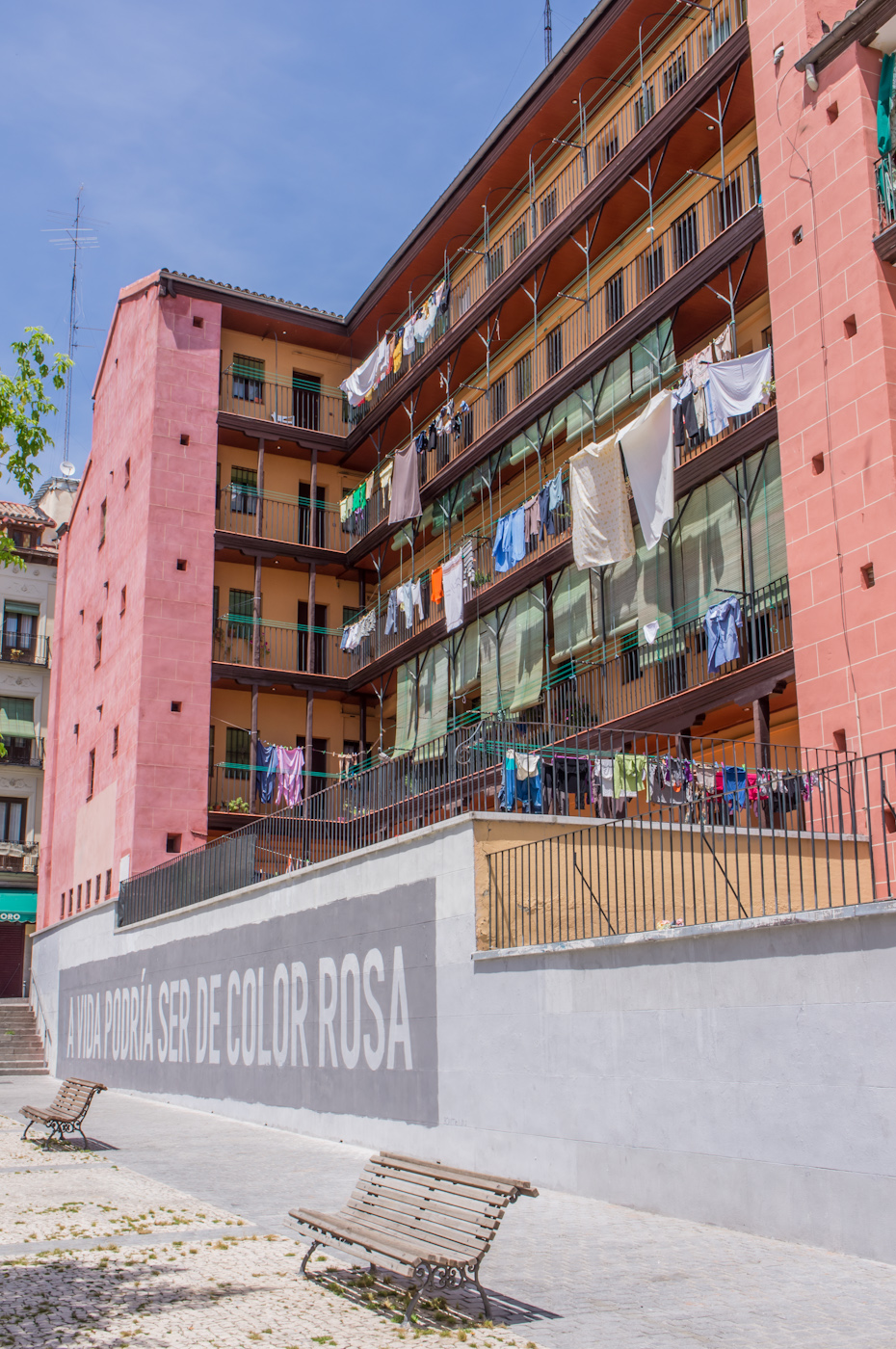
La vida podría ser de color Rosa, lema esgrafiado al pie de "La Corrala" con patio abierto a la calle de Mesón de Paredes, declarada Monumento Nacional en 1977.

Una corrala es un tipo de vivienda característica del viejo Madrid, diseñada como casa de corredor con armazón general de madera, cuyos balcones dan a un patio interior. Modelo de edificación de vecindad populosa y castiza de los siglos XVII, XVIII y XIX, las corralas fueron inmortalizadas en novelas como Fortunata y Jacinta, de Benito Pérez Galdós, o en La busca, de Pío Baroja. También pueden encontrarse ejemplos en otras ciudades españolas, como Cádiz, Granada, Málaga, Sevilla, Valencia, Valladolid, o incluso Vitoria y Santander y en diversas localidades de Castilla y León y Castilla-La Mancha. En Suramérica, le dan la réplica los llamados "conventillos" e inquilinatos en Santiago de Chile o Valparaíso, Buenos Aires o Montevideo.

## Descripción
El edificio presenta una fachada por lo general estrecha y en ella un portalón que da paso al patio o corral que es el centro vital de la corrala. Una escalera permite ir subiendo a los pisos, cada uno de los cuales dispone de un corredor (galería abierta o pasillo balconado que a veces llega a rodear todo el patio) con entradas a las pequeñas viviendas que tipifican esta construcción. Aunque este tipo de viviendas de corredor varía dependiendo de la figura que presenta su planta, el modelo más habitual dispone de corredores en torno a un patio central siguiendo el dibujo de la planta en forma de U o de O, siempre y cuando el patio esté cerrado por sus cuatro lados. 
La corrala toma elementos de otros dos edificios típicos del Madrid barroco: las casas a la malicia y los patios adaptados a corrales de comedias. Las viviendas, oscuras, mal ventiladas y minúsculas —no podían superar, por ley, los 30 metros cuadrados—, se distribuían dentro de un riguroso orden preferente que establecía claras diferencias de clase social, aun dentro de su miseria general.
En el Madrid preindustrial del siglo XIX, estos inmuebles permitieron albergar a las numerosas familias llegadas a la capital en busca de trabajo. De ahí que la mayoría de las corralas se encuentren en barrios próximos a antiguas zonas fabriles de la capital española, como las barriadas de Lavapiés, Embajadores y el barrio de La Latina, vecinos al antiguo matadero y a la Fábrica de Tabacos.

### El dibujo de Galdós
Benito Pérez Galdós, como después Baroja, Corpus Barga, y otros muchos novelistas precursores del realismo social del siglo XX, dibujó la corrala madrileña con pincel velazqueño —es decir, "con precisión y cariño"—; así puede leerse en estos párrafos de Fortunata y Jacinta, una de sus obras más conocidas:

"«Aquí es» dijo Guillermina, después de andar un trecho por la calle del Bastero y de doblar una esquina. No tardaron en encontrarse dentro de un patio cuadrilongo. Jacinta miró hacia arriba y vio dos filas de corredores con antepechos de fábrica y pilastrones de madera pintada de ocre, mucha ropa tendida, mucho refajo amarillo, mucha zalea puesta a secar, y oyó un zumbido como de enjambre. En el patio, que era casi todo de tierra, empedrado sólo a trechos, había chiquillos de ambos sexos y de diferentes edades. Una zagalona tenía en la cabeza toquilla roja con agujeros, o con orificios, como diría Aparisi; otra, toquilla blanca, y otra estaba con las greñas al aire. Esta llevaba zapatillas de orillo, y aquella botitas finas de caña blanca, pero ajadas ya y con el tacón torcido. Los chicos eran de diversos tipos. Estaba el que va para la escuela con su cartera de estudio, y el pillete descalzo que no hace más que vagar. Por el vestido se diferenciaban poco, y menos aún por el lenguaje, que era duro y con inflexiones dejosas.

«Chicooo... mia éste... Que te rompo la cara... ¿sabeees...?».
—¿Ves esa farolona?—dijo Guillermina a su amiga—, es una de las hijas de Ido... Esa, esa que está dando brincos como un saltamontes... ¡Eh!, chiquilla... No oyen... venid acá.

Todos los chicos, varones y hembras, se pusieron a mirar a las dos señoras, y callaban entre burlones y respetuosos, sin atreverse a acercarse. Las que se acercaban paso a paso eran seis u ocho palomas pardas, con reflejos irisados en el cuello; lindísimas, gordas. Venían muy confiadas meneando el cuerpo como las chulas, picoteando en el suelo lo que encontraban, y eran tan mansas, que llegaron sin asustarse hasta muy cerca de las señoras. De pronto levantaron el vuelo y se plantaron en el tejado. En algunas puertas había mujeres que sacaban esteras a que se orearan, y sillas y mesas. Por otras salía como una humareda: era el polvo del barrido. Había vecinas que se estaban peinando las trenzas negras y aceitosas, o las guedejas rubias, y tenían todo aquel matorral echado sobre la cara como un velo. Otras salían arrastrando zapatos en chancleta por aquellos empedrados de Dios, y al ver a las forasteras corrían a sus guaridas a llamar a otras vecinas, y la noticia cundía, y aparecían por las enrejadas ventanas cabezas peinadas o a medio peinar."
Benito Pérez Galdós: Fortunata y Jacinta (libro I, primera parte, cap. IX.1; págs. 318-19 )

### Festejo del patrón del barrio

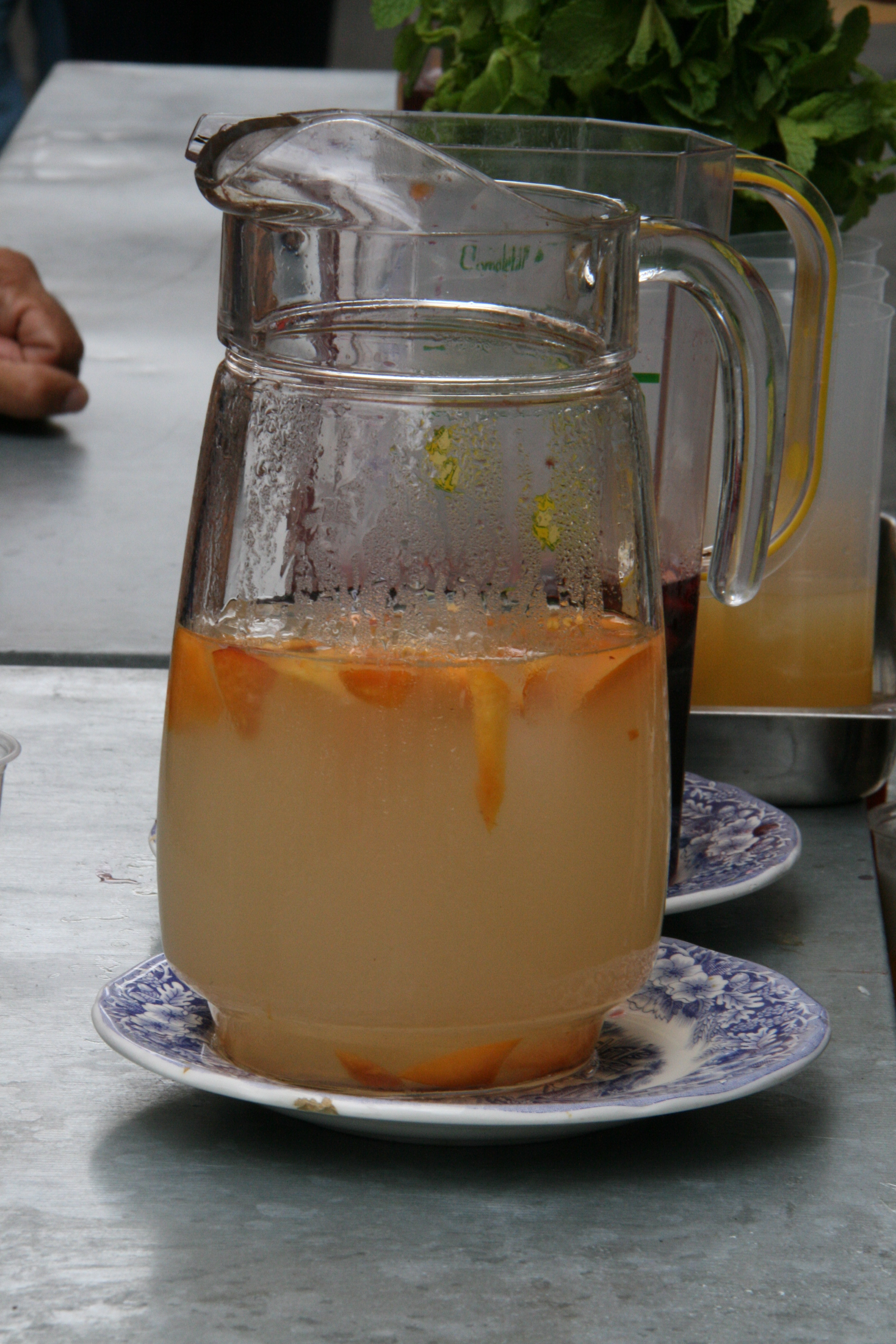
Limonada casera para una fiesta

En algunas fechas señaladas como la festividad del patrón del barrio, las corralas se engalanaban y se preparaban para una celebración en que participaban todos los vecinos. Los adornos consistían principalmente en banderitas que colgaban de una cuerda o farolillos de papel. Si la economía lo permitía se contrataba un organillo y a veces incluso un acordeón y dulzaineros. La bebida tradicional del festejo era la limonada (limoná). También había baile en el patio, por lo general el chotis y la mazurca, aires propios de la época.

## Evolución histórica
Es probable que el modelo de "casa de corredor" española evolucionara como síntesis de la tradicional casa hidalga castellana (heredera de la domus romana, con el patio como eje del edificio y una estructura de crujías de madera en su perímetro exterior) y el adarve andalusí, que le aportará a la futura corrala el modelo de convivencia, sin planificación ni infraestructura, formando en ocasiones callejones sin salida que creaban un espacio social que luego se repetirá en el corral hispano.
Urbanísticamente, las casonas y palacios renacentistas del siglo XVII, en las villas cercadas como Madrid, al resultar insuficientes para la creciente explosión demográfica, comenzaron a ganar altura pero conservando el patio central como almacén, espacio de trabajo y punto de reunión de los vecinos. De modo paralelo, la aristocracia de la Villa tomo conciencia de las grandes posibilidades de inversión que ofrecía la especulación urbanística, superando con creces los precarios e irregulares frutos de la economía agraria. Así, al final del siglo XVII, la afluencia de campesinos a la gran capital del Imperio propiciaría una economía de usura en los alquileres urbanos. Los historiadores y arquitectos coinciden en que ese puede considerarse el origen social y físico de la corrala con endebles leyes de arrendamiento llevadas a la práctica en forma de alquileres ajenos a las más elementales medidas de salud pública, con propietarios de corralones convertidos en especuladores inmobiliarios que construyen 3 y 4 pisos más sobre las primitivos edificios renacentistas, aunque siempre respetando el patio central y los corredores que van a servir de acceso a los diferentes cuartos de alquiler. De modo progresivo, la calidad de vida rural desaparece en unas colmenas en las que familias enteras (con media y hasta una docena de hijos) sobreviven en apenas 20 metros cuadrados. Una situación que evolucionará en todos sus aspectos negativos a lo largo del siglo XIX, con corralas masificadas, rentables y funcionales. Un gran negocio en una urbe que se veía encerrada desde 1625 dentro de la antigua cerca de Felipe IV. Para colmo, a partir de 1850 la población madrileña empezó a crecer debido a la progresiva inmigración rural, llegando a alcanzar casi 300.000 habitantes. Es el gran momento de las corralas madrileñas, con edificios en los que conviven como pueden más de mil personas (tal cota se le ha estimado a las famosas y emblemáticas corralas de Tribulete y Sombrerete, también conocidas como corrala de Mesón de Paredes). De modo progresivo e inhumano los amplios corrales renacentistas se han ido reduciendo a pobres y oscuros patios de luces, aunque el sistema de corredor se mantiene. 
Con el derribo en 1868 de la primitiva cerca, la especulación inmobiliaria en Madrid deja de crecer de modo vertical para extenderse en horizontal con los ensanches y bulevares que atraen a la nueva burguesía madrileña. Ampliación urbanística que relegó a edificios como las tradicionales corralas de los llamados barrios bajos a un progresivo abandono a su propia suerte, con inquilinos sin medios para acometer las más elementales reformas y con propietarios sin ganas de asumirlas. Con el siglo XX empezarán los procesos de ruina y hundimiento de muchos edificios, cuyo armazón de madera es a menudo pasto del fuego.
La transición española ofreció un nuevo capítulo de especulación urbanística e inmobiliaria. En el año 1977 el intento de derribo de la Corrala de Mesón de Paredes despertó un movimiento de solidaridad vecinal y una cadena de campañas culturales en defensa de la corrala como símbolo y como legado. El primer fruto fue la declaración de monumento histórico artístico de la mencionada gran corrala.
En 2014, se censaron en la capital de España más de medio millar de corralas, distribuidas por los barrios de Lavapiés, La Latina y Palacio, entre otros.

## Arquitectura y descripción de una corrala

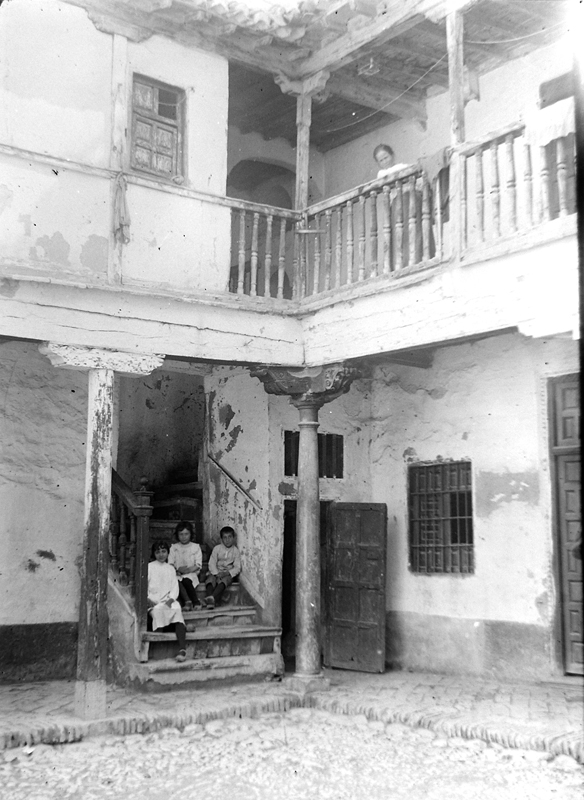
Estructura de corredor en una casa de vecindad. Documento del pintor y fotógrafo catalán Baldomer Gili Roig.

Son de planta rectangular. Los patios centrales y distribuidores de las viviendas son a veces alargados y estrechos y en otras ocasiones, cuadrados y más amplios; desde el patio se accede a los corredores por medio de una o dos escaleras. La altura oscila entre una y siete plantas —las más modernas—. Los elementos de soporte son los llamados "pies derechos" que descansan sobre basa de piedra, cuyo fuste es de madera con una zapata a modo de capitel sobre la que apoya la viga durmiente, cuyo conjunto aguanta el corredor. Estos 'balcones interiores' tienen una barandilla que puede ser de madera o de hierro. A partir de finales del siglo XIX se construyeron en hierro los mencionados "pies derechos".
La cuestión higiénica del retrete común se resolvía con uno o dos por planta, que estaban situados en los extremos del corredor y cuya limpieza correspondía a los propios vecinos que cubrían por turnos este trabajo.
En el patio había uno o más lavaderos —cuando no lo había, las mujeres utilizaban sus propios barreños de zinc que acompañaban de su tabla de lavar— y un pozo que en algunos casos ofrecía agua potable. A partir del siglo XIX además del pozo se empezaron a agregar fuentes con agua potable que llegaba por la conducción de los viajes de agua de Madrid.
El espacio de cada vivienda se distribuía por regla general en dos cuartos: uno que se encontraba nada más entrar, iluminado por la luz del patio y que hacía las veces de cocina-comedor-cuarto de estar; otro al fondo, llamado alcoba, separado del resto por una cortina, que servía de dormitorio y armario. Pese a su tamaño reducido cada una de estas viviendas solía estar habitada por familias numerosas.
En la comunidad había dos personajes de autoridad importantes: la portera y el administrador o casero. La portera velaba por los vecinos, por el inmueble, por las buenas costumbres, etc. y era por lo general una figura muy respetada.

## Recuperación de las corralas

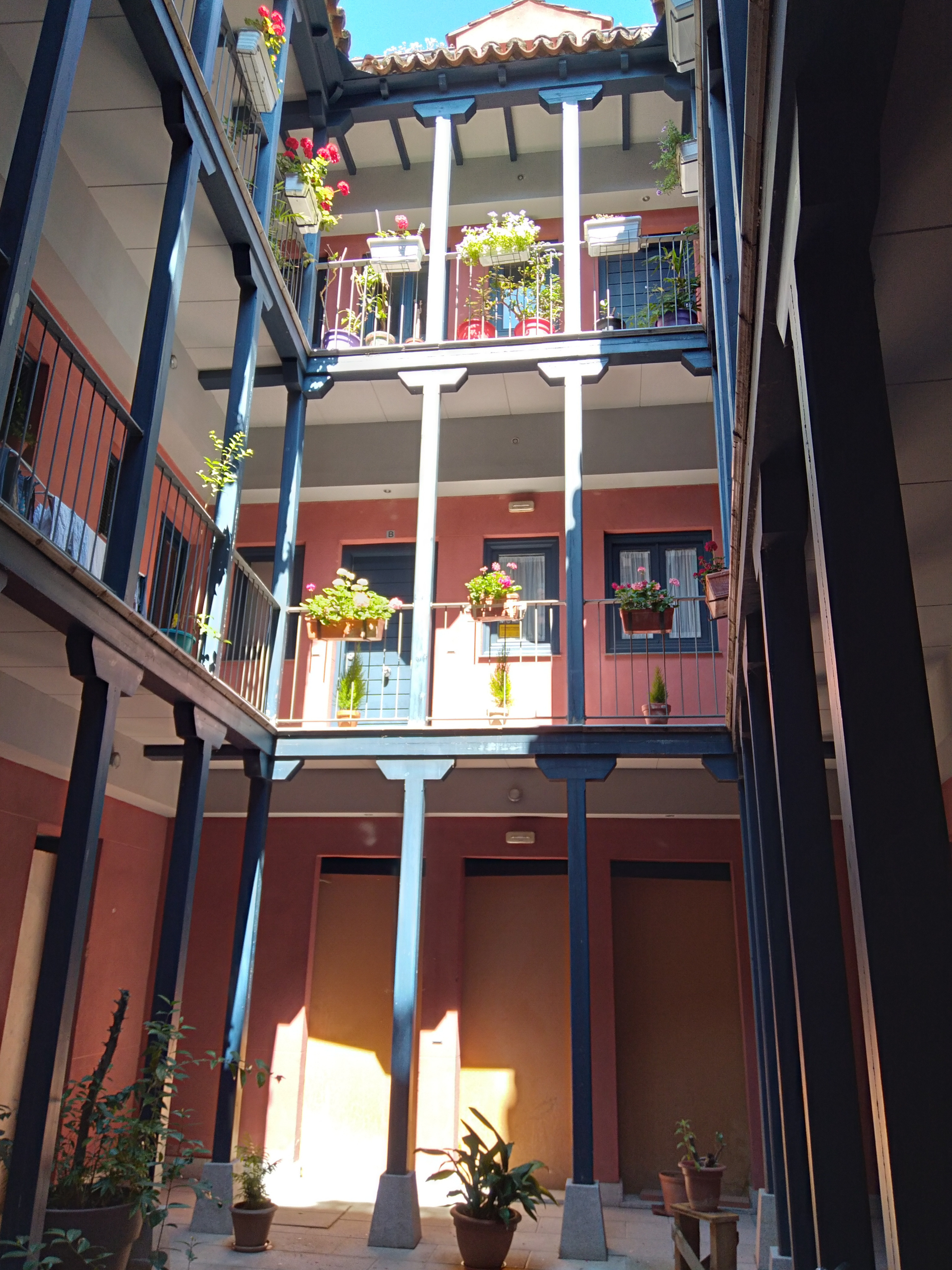
Corrala barrio de Palacio, Madrid

En los años 80 del siglo XX y durante la alcaldía de Enrique Tierno Galván, se despertó en Madrid la sensibilidad por la conservación del patrimonio artístico-histórico.  El Ayuntamiento de Madrid y la Escuela de Arquitectura Técnica de la Universidad Politécnica de Madrid, llevaron a cabo un estudio para desarrollar la ficha técnica de cada una de las corralas para luego poder abordar las reformas necesarias. La institución municipal también ha realizado la compra de una serie de edificios desde la década de 1980. Con ayudas públicas y la intervención de la Empresa Municipal de la Vivienda se llevó a cabo la rehabilitación de muchas corralas.
El censo contabilizó cuatrocientas cuarenta corralas rehabilitadas. En algunas se efectuó la unión de dos viviendas hasta formar un espacio de unos 40 m² destinados a estudios o pisos para solteros; en ellas se instalaron los correspondientes aseos (cuartos de baño). Otras corralas se destinaron al sector hotelero.
Como ejemplo de corrala-hotel se puede ver la posada del León de Oro en el número 12 de la Cava Baja, en el barrio de La Latina. Su estructura de corrala sirvió ya desde sus orígenes como posada perteneciente a la orden de Mercedarios, y que le sirvió para obtener recursos para liberar a los esclavos. Todavía se conserva en el dintel de la puerta el escudo de la orden. En 2001 fue objeto de importantes reformas, restauración y rehabilitación; en el trascurso de las obras salieron a la luz paños de la muralla del siglo XII.

## Algunas corralas

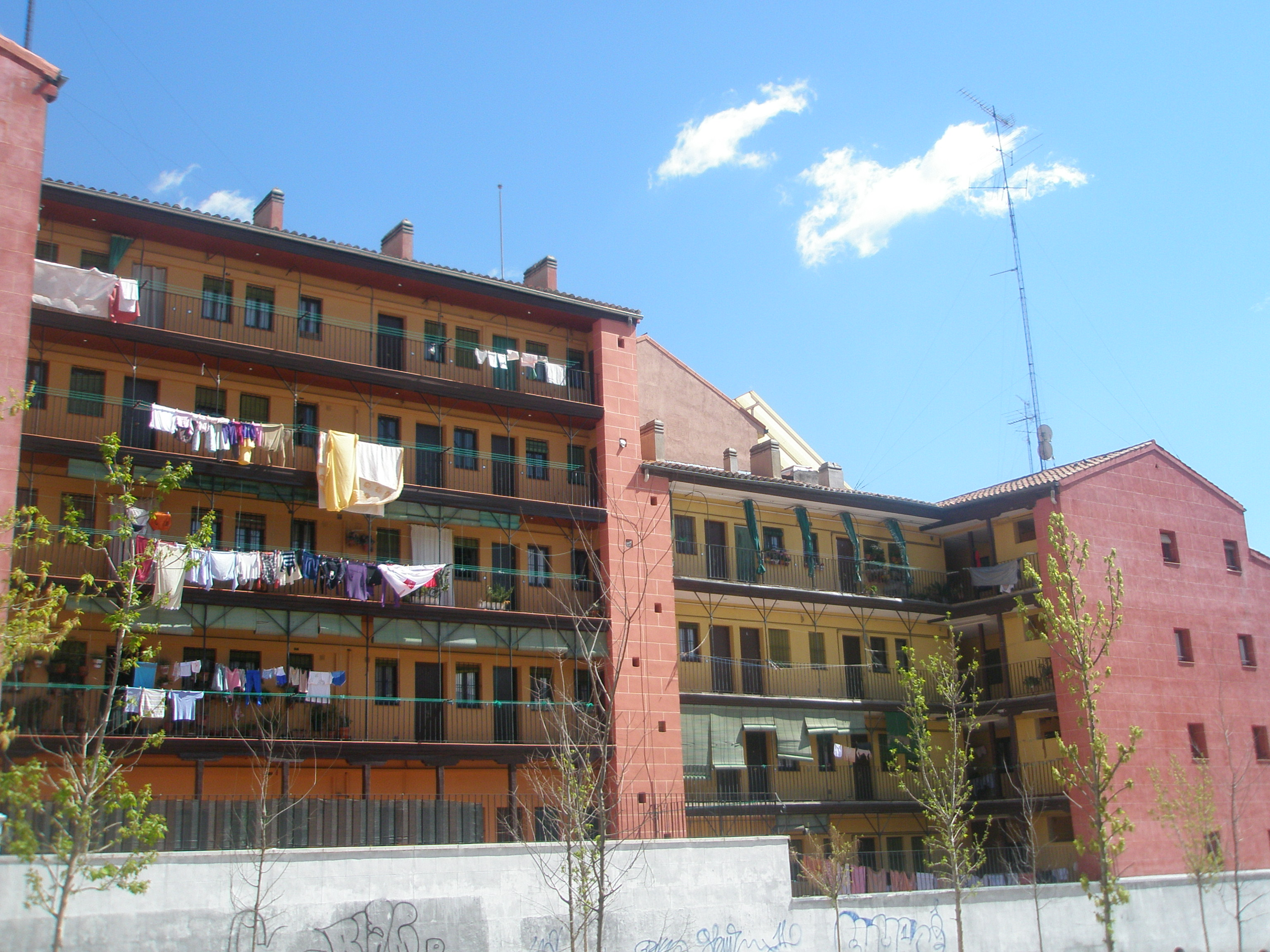
La Corrala, de las calles del Sombrerete y Tribulete, con patio abierto a la calle de Mesón de Paredes, frente a las Escuelas Pías.

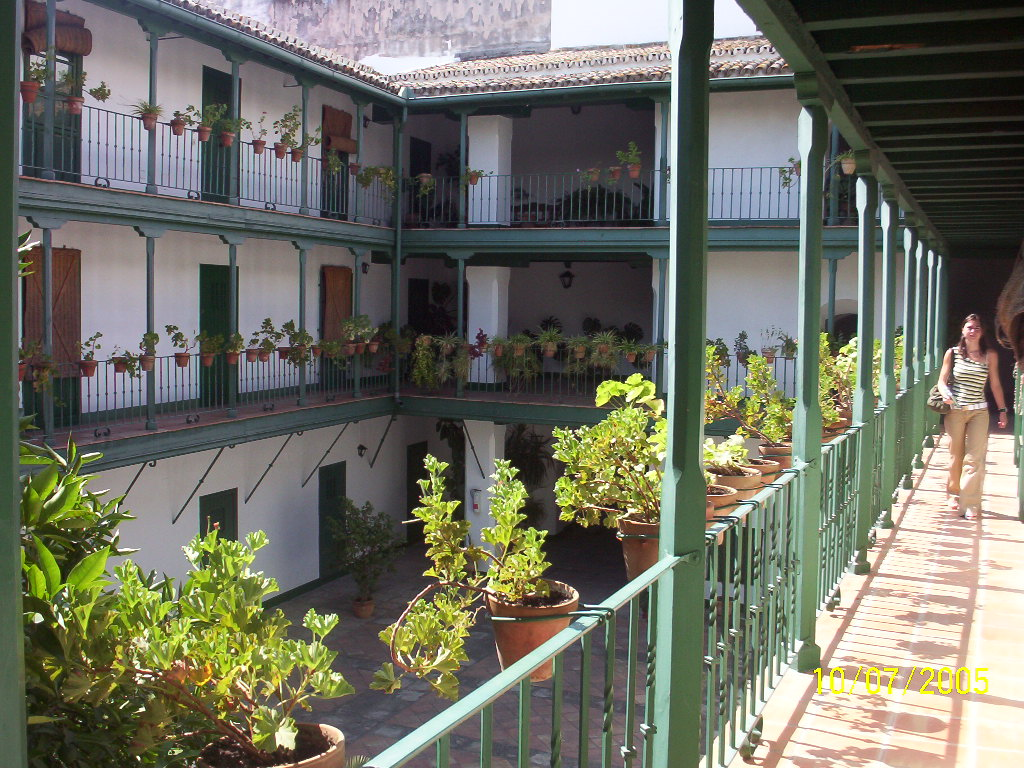
Corral del Coliseo en Sevilla.

### En Madrid (España)
- La Corrala, entre las calles Sombrerete y Tribulete, con patio abierto a la calle de Mesón de Paredes, y declarada Monumento Nacional en 1977,[20] está considerada como modelo del género arquitectónico. El derribo del edificio que cerraba la manzana permite ver el interior de la corrala desde la calle Mesón de Paredes.[1] En el espacio liberado se creó una plaza en 1973 que, remozada más tarde, ha servido de anfiteatro para representaciones estivales de zarzuela, teatro y otras variantes de los géneros musicales típicos madrileños.[21]

En la propia calle Tribulete hay otra corrala restaurada y muy cuidada con un patio ajardinado cuyo mantenimiento corre a cargo e los vecinos.
- El Centro Cultural La Corrala, sede del Museo de Artes y Tradiciones Populares, instalado desde 2010 en una corrala de la calle de Carlos Arniches junto al Rastro de Madrid.[23][24]
- La corrala de Ribera de Curtidores, en el corazón del Rastro madrileño.
- Corrala de la calle Miguel Servet con vuelta a las calles de Espino y Mesón de Paredes, construida en 1790 cuyo destino fue vivienda para las cigarreras de la Fábrica de Tabacos que estuvo en la Glorieta de Embajadores. Fue restaurada por la Empresa Municipal de la Vivienda y Suelo.[22] El edificio fue construido en 1839 por el arquitecto José María de Ariátegui y los primeros inquilinos fueron personas que llegaban de otras provincias buscando un modo de vida en la capital.[25] En los primeros años del siglo XXI está habitada por inmigrantes, gente joven y extranjeros afincados en Madrid.

#### En otras provincias
- En Granada el Corral del Carbón, construido por los árabes en el siglo XIV, se usó ya en el siglo XVI como corral de comedias y posteriormente como casa de vecinos. Otro significativo edificio de este tipo es la Corrala de Santiago, que constituye un claro ejemplo de la arquitectura doméstica granadina del siglo XVI.[26]
- La corrala y antiguo corral de comedias del Coliseo, en Sevilla.
- En Santa Cruz de Tenerife este tipo de viviendas se llamaron «ciudadelas» y abundaban en los barrios de El Toscal, El Cabo y Los Llanos.
- En Vitoria en los años 20 se construyó un bloque de viviendas siguiendo el modelo de corrala pero con el frontal abierto a la calle Herminio Madinabeitia en el Barrio de San Cristóbal. La eclecticismo del edificio, mezclando estilo regionalista vasco y el castizo madrileño, dio lugar a un inmueble único.

### En otros países

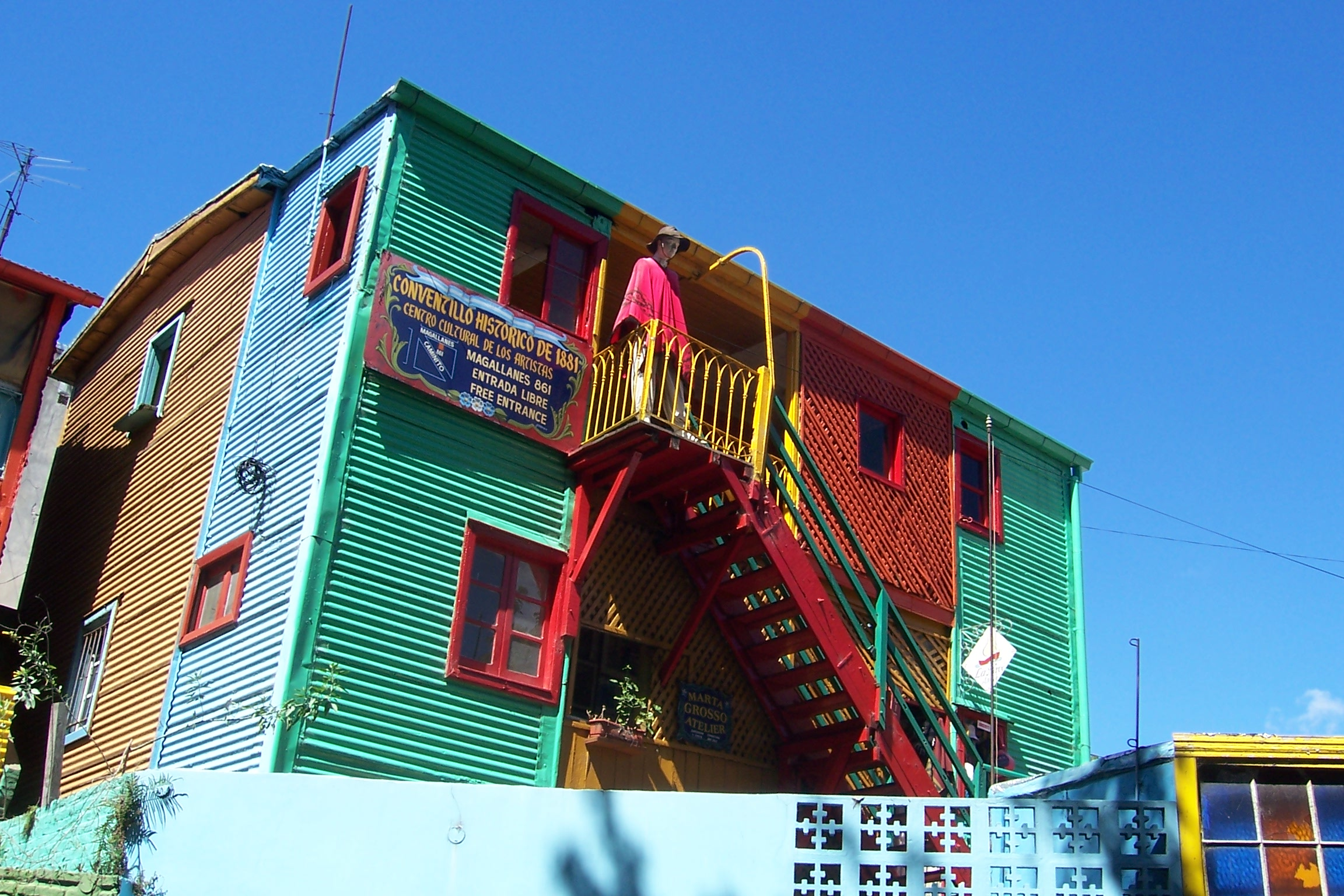
Buenos Aires, barrio de la Boca. Conventillo histórico.

- En Portugal existió un tipo de vivienda popular que podría corresponder a la corrala; se llamaban «ilhas».[27]
- En la capital de Hungría, Budapest, queda todavía un gran número de casas de corredor con los servicios comunes.
- En Milán (Italia) las casas llamadas «ringhieri» (casas con barandilla) presentan una gran analogía con las corralas. Muchas de estas construcciones se han recuperado como «alojamientos con encanto».[28]
- En América, este tipo de viviendas está representado por los conventillos de Buenos Aires, Santiago de Chile y Montevideo. En México, construcciones con un uso similar, se llamaron «vecindades»; en Perú, «quintas»; «tugurios», en Venezuela; en Brasil «cortijos o casa de acomodo»; en El Salvador «mesones»; en Cuba tomaron el mismo nombre que en Santa Cruz de Tenerife: «ciudadelas».[28]